# Mazam-Zhere
Mazam-Zhere (ou Mazam Zere) est un village du Cameroun situé dans la commune de Roua, le département du Mayo-Tsanaga et la Région de l'Extrême-Nord, dans les monts Mandara, à proximité de la frontière avec le Nigeria.

## Population
Lors du recensement de 2005, on y a dénombré 1 420 habitants. 

En 2011, le Plan communal de développement (PCD) de la commune de Roua avance le chiffre de 1 400.